# Dichocera latifrons
Dichocera latifrons là một loài ruồi trong họ Tachinidae.